# Tell Beydar
Tell Beydar est l'ancienne cité de Nabada datant du IIIe millénaire av. J.-C., située dans le Nord-Est de la Syrie actuelle. D'une superficie de 28 ha, elle est de forme circulaire et est protégée par une enceinte percée de sept portes.
À proximité se trouve un second site, baptisé Beydar II, datant de l'époque assyrienne, c'est-à-dire du début du XIVe siècle av. J.-C.